# Sędziejowice (gmina)
Pour les articles homonymes, voir Sędziejowice.
Sędziejowice est une gmina (commune) rurale (gmina wiejska) du powiat de Łask, dans la Łódź, dans le centre de la Pologne.
Son siège administratif (chef-lieu) est le village de Sędziejowice, qui se situe environ 11 kilomètres au sud-ouest de Łask (siège du powiat) et 43 kilomètres au sud-ouest de la capitale régionale Łódź (capitale de la voïvodie).
La gmina couvre une superficie de 120,17 km2 pour une population de 6 523 habitants en 2006.

## Histoire
De 1975 à 1998, la gmina est attachée administrativement à la voïvodie de Sieradz.

Depuis 1999, elle fait partie de la voïvodie de Łódź.

## Géographie
La gmina inclut les villages et localités de :

Position de la gmina dans le powiat

- Bilew
- Brody
- Brzeski
- Dobra
- Grabia
- Grabia Trzecia
- Grabica
- Grabno
- Kamostek
- Korczyska
- Kustrzyce
- Lichawa
- Marzenin
- Niecenia
- Nowe Kozuby
- Osiny
- Podule
- Pruszków
- Przymiłów
- Rososza
- Sędziejowice
- Sędziejowice-Kolonia
- Siedlce
- Sobiepany
- Stare Kozuby
- Wola Marzeńska
- Wola Wężykowa
- Wrzesiny
- Żagliny
- Zamość

### Gminy voisines
La gmina de Sędziejowice est voisine des gminy suivantes :
- Buczek
- Łask
- Widawa
- Zapolice
- Zduńska Wola
- Zelów

## Structure du terrain
D'après les données de 2007, la superficie de la commune de Sędziejowice est de 120,17 kilomètres carrés, répartis comme telle :
- terres agricoles : 64 %
- forêts : 27 %

La commune représente 19,42 % de la superficie du powiat.

## Démographie
Données du 31 décembre 2007 :
| Description        | Total  | Total | Femmes | Femmes | Hommes | Hommes |
| ------------------ | ------ | ----- | ------ | ------ | ------ | ------ |
| Unité              | Nombre | %     | Nombre | %      | Nombre | %      |
| Population         | 6 443  | 100   | 3 257  | 50,6   | 3 186  | 49,4   |
| Densité (hab./km²) | 54     | 54    | 27     | 27     | 27     | 27     |